# Izvorul din satul Fîntînița
Izvorul din satul Fîntînița este un monument al naturii de tip hidrologic în raionul Drochia, Republica Moldova. Este amplasat în partea de sud-est a satului Fîntînița. Ocupă o suprafață de 2 ha. Obiectul este administrat de Primăria comunei Fîntînița.

## Descriere
Izvorul se află în lunca unui mic afluent al Răutului. În 2006, din surse locale și extrabugetare, aici a fost amenajată o fântână de acumulare a apei izvorâte din adâncime (numită și „ghiol”), care are pereți din piatră și acoperiș din lemn și olane roșii, utilată și cu o țeavă de scurgere a apei. Aria protejată este parțial îngrădită, cu poartă decorativă și cărări de acces construite din lemn. Are parte de o vegetație bogată: sălcii, conifere, stufării etc.
Izvorul are apă rece, este oligomineral după gradul de mineralizare și descendent de vale (apărut în luncă) din punct de vedere geologic. După compoziția chimică este un izvor cu apă hidrocarbonat-sulfatată–sodiu-calciu-magnezică (HCO3 – SO4; Na – Ca – Mg). Apa este potabilă. Nivelul de poluare cu nitrați este neglijabil: 10 mg/l, adică 20% din concentrația maxim admisă. Indicele pH al apei are valoarea de 7,4. Mineralizarea depășește concentrația maxim admisă cu 10-60%, apa având 1.120-1.610 mg/l.

## Statut de protecție
Izvorul este un obiect hidrologic de valoare națională, cu debit mare, de 30 l/min. Contribuie la debitul râului Răut și asigură funcționarea ecosistemului de luncă. Apa este utilizată în consumul alimentar și în scopuri tehnico-agricole. Potențialul turistic este mare datorită bunei amenajări a teritoriului, dar și istoricului acestui izvor. El a fost construit în perioada de dominație a Imperiului Otoman, prin procedee specifice turcilor: utilizarea așa-numitelor „ghizdele” (de aici și toponimul Ghizdita) etc. Astfel, obiectivul este de interes pentru turiștii din zonă și din țară.
Din 1998, izvorul beneficiază de statutul de monument al naturii, conform Legii nr. 1538 privind fondul ariior naturale protejate de stat. În anexele legii, se atestă că acesta aparținea Întreprinderii Agricole „Victoria”. Între timp, el a trecut la balanța Primăriei comunei Fîntînița, a cărei reședință este satul Fîntînița.
Impactul antropic este redus, iar starea ecologică a ariei protejate este bună.